# Diamond League/100 m der Männer

Logo

Diese Liste befasst sich mit dem 100-Meter-Lauf der Männer im Rahmen der seit 2010 ausgetragenen Diamond League. Der US-Amerikaner Justin Gatlin konnte das Diamond Race dreimal (2013–2015) für sich entscheiden, der Jamaikaner Asafa Powell zweimal (2011, 2016).

## Liste der Platzierten
| Jahr | Meeting           | Gewinner          | 2. Platz          | 3. Platz            |
| ---- | ----------------- | ----------------- | ----------------- | ------------------- |
| 2010 | Doha              | Asafa Powell      | Nesta Carter      | Travis Padgett      |
| 2010 | Oslo              | Asafa Powell      | Richard Thompson  | Churandy Martina    |
| 2010 | New York City     | Richard Thompson  | Yohan Blake       | Daniel Bailey       |
| 2010 | Paris             | Usain Bolt        | Asafa Powell      | Yohan Blake         |
| 2010 | Stockholm         | Tyson Gay         | Usain Bolt        | Richard Thompson    |
| 2010 | London            | Tyson Gay         | Yohan Blake       | Richard Thompson    |
| 2010 | Brüssel (Finale)  | Tyson Gay         | Nesta Carter      | Yohan Blake         |
| 2010 | Diamond Race      | Tyson Gay         | Asafa Powell      | Richard Thompson    |
| 2011 | Shanghai          | Asafa Powell      | Mike Rodgers      | Mario Forsythe      |
| 2011 | Rom               | Usain Bolt        | Asafa Powell      | Christophe Lemaitre |
| 2011 | New York City     | Steve Mullings    | Tyson Gay         | Keston Bledman      |
| 2011 | Lausanne          | Asafa Powell      | Michael Frater    | Christophe Lemaitre |
| 2011 | Birmingham        | Asafa Powell      | Nesta Carter      | Michael Frater      |
| 2011 | Monaco            | Usain Bolt        | Nesta Carter      | Michael Frater      |
| 2011 | Zürich (Finale)   | Yohan Blake       | Asafa Powell      | Walter Dix          |
| 2011 | Diamond Race      | Asafa Powell      | Yohan Blake       | Nesta Carter        |
| 2012 | Shanghai          | Asafa Powell      | Mike Rodgers      | Nesta Carter        |
| 2012 | Rom               | Usain Bolt        | Asafa Powell      | Christophe Lemaitre |
| 2012 | Oslo              | Usain Bolt        | Asafa Powell      | Lerone Clarke       |
| 2012 | Paris             | Tyson Gay         | Justin Gatlin     | Christophe Lemaitre |
| 2012 | London            | Tyson Gay         | Ryan Bailey       | Nesta Carter        |
| 2012 | Stockholm         | Ryan Bailey       | Nesta Carter      | Michael Frater      |
| 2012 | Brüssel (Finale)  | Usain Bolt        | Nesta Carter      | Kemar Bailey-Cole   |
| 2012 | Diamond Race      | Usain Bolt        | Nesta Carter      | Ryan Bailey         |
| 2013 | Doha              | Justin Gatlin     | Mike Rodgers      | Nesta Carter        |
| 2013 | New York City     | Ryan Bailey       | Keston Bledman    | Nesta Carter        |
| 2013 | Rom               | Justin Gatlin     | Usain Bolt        | Jimmy Vicaut        |
| 2013 | Birmingham        | Nesta Carter      | James Dasaolu     | Kim Collins         |
| 2013 | Lausanne          | Tyson Gay         | Asafa Powell      | Mike Rodgers        |
| 2013 | Monaco            | Justin Gatlin     | Dentarius Locke   | Jimmy Vicaut        |
| 2013 | Zürich (Finale)   | Usain Bolt        | Nickel Ashmeade   | Justin Gatlin       |
| 2013 | Diamond Race      | Justin Gatlin     | Usain Bolt        | Nesta Carter        |
| 2014 | Shanghai          | Justin Gatlin     | Nesta Carter      | Mike Rodgers        |
| 2014 | Eugene            | Justin Gatlin     | Mike Rodgers      | Jimmy Vicaut        |
| 2014 | Oslo              | Richard Thompson  | Jimmy Vicaut      | Adam Gemili         |
| 2014 | Paris             | Mike Rodgers      | Richard Thompson  | Kim Collins         |
| 2014 | Glasgow           | Nickel Ashmeade   | Mike Rodgers      | Nesta Carter        |
| 2014 | Stockholm         | Nesta Carter      | Keston Bledman    | Chijindu Ujah       |
| 2014 | Brüssel (Finale)  | Justin Gatlin     | Mike Rodgers      | Asafa Powell        |
| 2014 | Diamond Race      | Justin Gatlin     | Mike Rodgers      | Nesta Carter        |
| 2015 | Doha              | Justin Gatlin     | Mike Rodgers      | Keston Bledman      |
| 2015 | Rom               | Justin Gatlin     | Jimmy Vicaut      | Mike Rodgers        |
| 2015 | Birmingham        | Marvin Bracy      | Adam Gemili       | Mike Rodgers        |
| 2015 | New York City     | Tyson Gay         | Keston Bledman    | Nesta Carter        |
| 2015 | Paris             | Asafa Powell      | Jimmy Vicaut      | Mike Rodgers        |
| 2015 | Monaco            | Justin Gatlin     | Tyson Gay         | Jimmy Vicaut        |
| 2015 | Brüssel (Finale)  | Justin Gatlin     | Femi Ogunode      | Jimmy Vicaut        |
| 2015 | Diamond Race      | Justin Gatlin     | Jimmy Vicaut      | Mike Rodgers        |
| 2016 | Shanghai          | Justin Gatlin     | Femi Ogunode      | Mike Rodgers        |
| 2016 | Eugene            | Justin Gatlin     | Asafa Powell      | Tyson Gay           |
| 2016 | Oslo              | Andre De Grasse   | Mike Rodgers      | Dentarius Locke     |
| 2016 | Stockholm         | Jak Ali Harvey    | Ben Youssef Meïté | Daniel Bailey       |
| 2016 | London            | Jimmy Vicaut      | Isaiah Young      | Churandy Martina    |
| 2016 | Paris             | Ben Youssef Meïté | Akani Simbine     | Churandy Martina    |
| 2016 | Zürich (Finale)   | Asafa Powell      | Akani Simbine     | Ben Youssef Meïté   |
| 2016 | Diamond Race      | Asafa Powell      | Ben Youssef Meïté | Akani Simbine       |
| 2017 | Doha              | Akani Simbine     | Asafa Powell      | Femi Ogunode        |
| 2017 | Eugene            | Ronnie Baker      | Su Bingtian       | Chijindu Ujah       |
| 2017 | Oslo              | Andre De Grasse   | Chijindu Ujah     | Ben Youssef Meïté   |
| 2017 | Stockholm         | Andre De Grasse   | Ben Youssef Meïté | Ryan Shields        |
| 2017 | Lausanne          | Justin Gatlin     | Ben Youssef Meïté | Akani Simbine       |
| 2017 | Monaco            | Usain Bolt        | Isaiah Young      | Akani Simbine       |
| 2017 | Zürich ( Finale)  | Chijindu Ujah     | Ben Youssef Meïté | Ronnie Baker        |
| 2018 | Shanghai          | Reece Prescod     | Su Bingtian       | Xie Zhenye          |
| 2018 | Rom               | Ronnie Baker      | Jimmy Vicaut      | Filippo Tortu       |
| 2018 | Paris             | Ronnie Baker      | Jimmy Vicaut      | Su Bingtian         |
| 2018 | Rabat             | Christian Coleman | Ronnie Baker      | Noah Lyles          |
| 2018 | London            | Ronnie Baker      | Zharnel Hughes    | Akani Simbine       |
| 2018 | Birmingham        | Christian Coleman | Reece Prescod     | Noah Lyles          |
| 2018 | Brüssel ( Finale) | Christian Coleman | Ronnie Baker      | Yohan Blake         |
| 2019 | Shanghai          | Noah Lyles        | Christian Coleman | Akani Simbine       |
| 2019 | Oslo              | Christian Coleman | Xie Zhenye        | Mike Rodgers        |
| 2019 | Stanford          | Christian Coleman | Justin Gatlin     | Zharnel Hughes      |
| 2019 | Monaco            | Justin Gatlin     | Noah Lyles        | Mike Rodgers        |
| 2019 | London            | Akani Simbine     | Zharnel Hughes    | Yohan Blake         |
| 2019 | Birmingham        | Yohan Blake       | Adam Gemili       | Mike Rodgers        |
| 2019 | Zürich ( Finale)  | Noah Lyles        | Xie Zhenye        | Yohan Blake         |

## Nationenwertung
| Platz | Nation                   | Gold | Silber | Bronze | Gesamt |
| ----- | ------------------------ | ---- | ------ | ------ | ------ |
| 1.    | Vereinigte Staaten       | 35   | 20     | 16     | 71     |
| 2.    | Jamaika                  | 21   | 21     | 18     | 60     |
| 3.    | Kanada                   | 3    | 0      | 0      | 3      |
| 4.    | Vereinigtes Königreich   | 2    | 6      | 4      | 12     |
| 5.    | Trinidad und Tobago      | 2    | 5      | 4      | 11     |
| 6.    | Südafrika                | 2    | 2      | 4      | 8      |
| 7.    | Frankreich               | 1    | 5      | 9      | 15     |
| 8.    | Elfenbeinküste           | 1    | 4      | 2      | 7      |
| 9.    | Türkei                   | 1    | 0      | 0      | 1      |
| 10.   | Volksrepublik China      | 0    | 3      | 2      | 5      |
| 11.   | Katar                    | 0    | 2      | 1      | 3      |
| 12.   | Antigua und Barbuda      | 0    | 0      | 2      | 2      |
| 12.   | Niederlande              | 0    | 0      | 2      | 2      |
| 12.   | St. Kitts und Nevis      | 0    | 0      | 2      | 2      |
| 15.   | Italien                  | 0    | 0      | 1      | 1      |
| 15.   | Niederländische Antillen | 0    | 0      | 1      | 1      |

| Platz | Nation                 | Gold | Silber | Bronze | Gesamt |
| ----- | ---------------------- | ---- | ------ | ------ | ------ |
| 1.    | Vereinigte Staaten     | 5    | 2      | 3      | 10     |
| 2.    | Jamaika                | 3    | 4      | 4      | 11     |
| 3.    | Vereinigtes Königreich | 1    | 0      | 0      | 1      |
| 4.    | Elfenbeinküste         | 0    | 2      | 0      | 2      |
| 5.    | Frankreich             | 0    | 1      | 0      | 1      |
| 6.    | Südafrika              | 0    | 0      | 1      | 1      |
| 6.    | Trinidad und Tobago    | 0    | 0      | 1      | 1      |